# Malattie infiammatorie croniche intestinali
Le malattie infiammatorie croniche intestinali (MICI), in inglese inflammatory bowel disease da cui la sigla IBD,  sono un gruppo di entità nosologiche caratterizzate dalla presenza di flogosi cronica in assenza di eziologia infettiva. Le due più importanti del gruppo sono la malattia di Crohn e la rettocolite ulcerosa. Nei casi in cui non sia possibile distinguere tra malattia di Crohn e rettocolite ulcerosa, per sovrapposizione di peculiarità cliniche dell'una e dell'altra, si parla di colite indeterminata.
Altre, non sempre classificate tra le malattie infiammatorie croniche intestinali proprie, sono la colite microscopica, che comprende la colite collagenosica e la colite linfocitica, la colite ischemica, la colite da diversione e la sindrome di Behçet.